# اکساک، کیزیلکاهامام
اکساک، کیزیلکاهامام (به لاتین: Aksak, Kızılcahamam) یک منطقهٔ مسکونی در ترکیه است که در استان آنکارا واقع شده‌است.